# Leszek Stanisław Zakrzewski

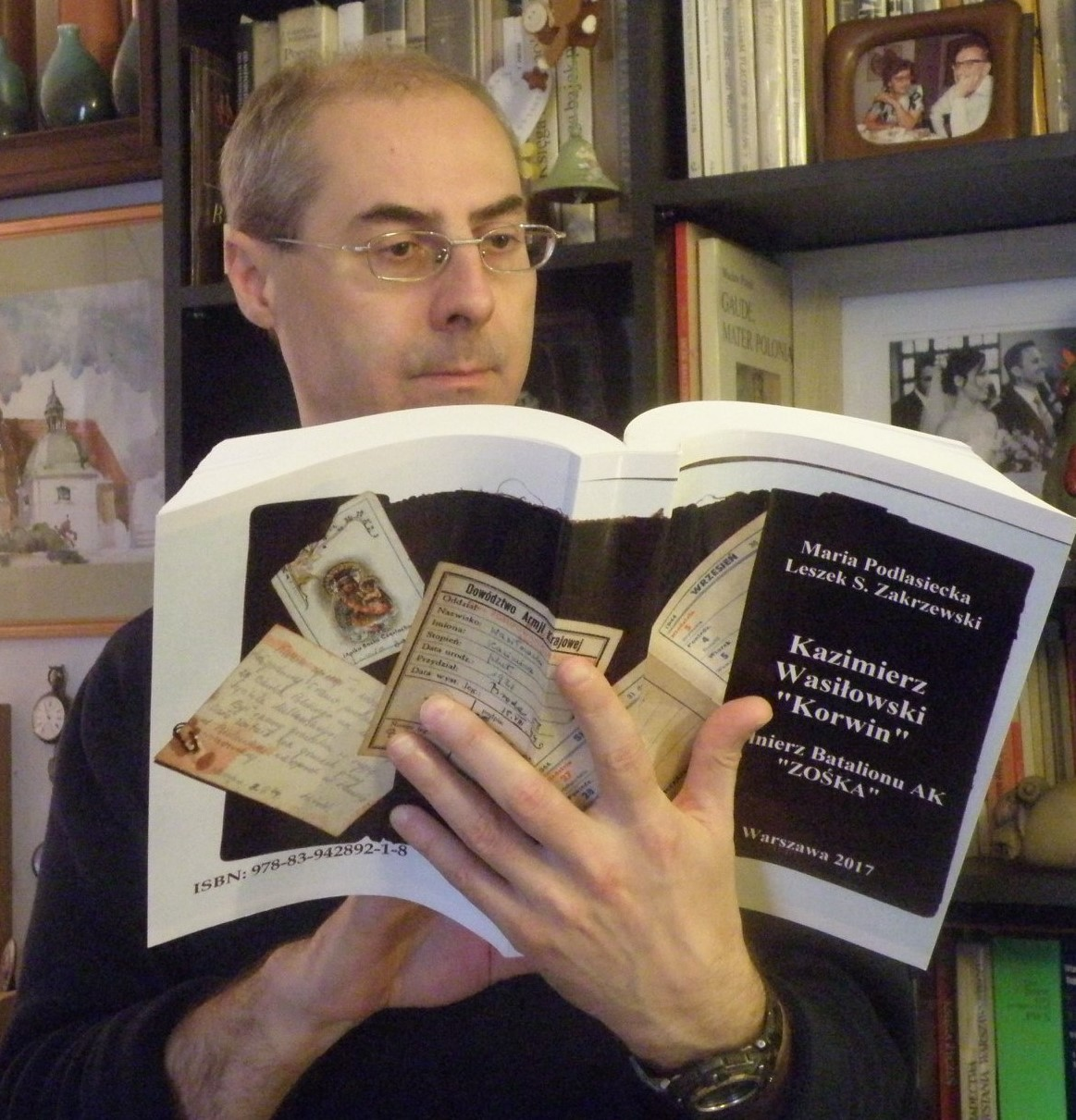
Leszek Stanisław Zakrzewski

Leszek Stanisław Zakrzewski (Leszek Dołęga-Zakrzewski) (ur. 20 października 1969 w Warszawie) – doktor nauk humanistycznych w socjologii.

## Życiorys
W 1996 roku ukończył studia magisterskie w Instytucie Stosowanych Nauk Społecznych Uniwersytetu Warszawskiego. Pracę magisterską, napisaną pod kierunkiem prof. Jacka Kurczewskiego, poświęcił etyce polskich muzułmanów. Jej fragmenty opublikował w 2000 roku prof. Selim Chazbijewicz w wydawanym przez siebie w Gdańsku Roczniku Tatarów Polskich. W latach 1996–2001 był asystentem i doktorantem w Katedrze Socjologii Obyczajów i Prawa ISNS UW. W 2001 roku Rada Instytutu Stosowanych Nauk Społecznych UW nadała mu stopień naukowy doktora nauk humanistycznych w zakresie socjologii. Rozprawa doktorska, której opiekunem naukowym był prof. Jacek Kurczewski, stała się podstawą książki Ethos rycerski w dawnej i współczesnej wojnie, która została, w 2004 roku, nagrodzona przez Rektora Uniwersytetu Warszawskiego. Kontynuował w niej badania prof. Marii Ossowskiej nad etyką i socjologią walki zbrojnej, rozszerzając pole badawcze rozważań o zjawiska spoza cywilizacji europejskiej: kulturę arabsko-muzułmańską i japońską.
W latach 2001–2006 pracował na UW na stanowisku adiunkta. Wykładał m.in. na Politechnice Warszawskiej i Uniwersytecie Kardynała Stefana Wyszyńskiego. Od 2006 roku był adiunktem, a od 2015 do 2018 profesorem nadzwyczajnym w Wyższej Szkole Zarządzania Personelem w Warszawie. W 2018 roku został pracownikiem Archiwum Akt Nowych w Warszawie. Opracował i wydał w AAN m.in. zbiór dokumentów w stulecie podpisania traktatu pokojowego w Rydze pt. Od wojny do pokoju... Traktat ryski, 18 marca 1921 roku. (Warszawa 2021). Od 1997 do 2004 roku był członkiem Zarządu Głównego Polskiego Towarzystwa Heraldycznego, a w latach 2002–2004 członkiem Zarządu Oddziału Warszawskiego Polskiego Towarzystwa Socjologicznego.
W swoich zainteresowaniach łączy socjologię, historię i etykę. Jest autorem szeregu artykułów, w których poruszał zagadnienia związane z islamem, etyką walki, społeczeństwem obywatelskim, genealogią i heraldyką. Publikował m.in. na łamach periodyków: Spotkania z Zabytkami, Notatki Płockie, Rocznik Tatarów Polskich, Verbum Nobile, Rocznik Azja-Pacyfik.
W 2017 roku wydał z Marią Podlasiecką obszerną biografię Kazimierza Wasiłowskiego ps. Korwin, żołnierza batalionu „Zośka” Armii Krajowej.
Zajmuje się amatorsko malowaniem i grafiką komputerową. Część swoich prac zawarł w albumie Próby pierwsze, czyli zapis pewnej gorączki (Warszawa 2024).

## Odznaczenia
- 2011 Medal Komisji Edukacji Narodowej za szczególne zasługi dla oświaty i wychowania
- 2013 Odznaka Honorowa Prezydenta Warszawy Stefana Starzyńskiego za działalność społeczną dla Warszawy (Nr 008)

## Wybrane publikacje
- Leszek S. Zakrzewski, Rodzina. Szkice historyczno-genealogiczne, Warszawa 1991
- Leszek S. Zakrzewski, Etyka muzułmańska, [w:] Rocznik Tatarów Polskich, t. VI/1999-2000, Gdańsk 2000, s. 86–94
- Civil Society in Poland, Center For Social Research, IASS Warsaw University, Warsaw 2003 (współautor z zespołem kierowanym przez prof. Jacka Kurczewskiego) (ISBN 83-915036-3-1)
- Leszek S. Zakrzewski, Ethos rycerski w dawnej i współczesnej wojnie, Trio, Warszawa 2004 (ISBN 83-88542-99-0)
- Leszek S. Zakrzewski, Islam w Azji Centralnej, [w:] Azja-Pacyfik (Indie i kraje Azji Wschodniej), Towarzystwo Azji i Pacyfiku – Szkoła Wyższa Psychologii Społecznej, t. 10/2007, Toruń 2007, s. 271–275 (ISBN 978-83-7441-592-7)
- Leszek S. Zakrzewski, Zygmunt Walkowski, Maria Podlasiecka, Warszawskie spotkania z Janem III Sobieskim, Muzeum Pałac w Wilanowie, Warszawa 2008 (ISBN 978-83-60508-35-0)
- Leszek S. Zakrzewski, O przenikaniu stanowym w dawnej Rzeczypospolitej słów kilka, [w:] Verbum Nobile, Nr 17, 2008, s. 15–18
- Leszek S. Zakrzewski, Dołęga-Zakrzewscy. Informator historyczny, genealogiczny i socjologiczny, Warszawa 2010 (Wydanie pierwsze: ISBN 978-83-930488-0-9; Wydanie drugie, poprawione i rozszerzone: ISBN 978-83-930488-4-7)
- Leszek S. Zakrzewski, Od Giedymina do Karola Szymanowskiego. Trzy eseje o rodzie Szymanowskich, jego krewnych i powinowatych, Warszawa 2010 (ISBN 978-83-930488-8-5)
- Leszek S. Zakrzewski, Harcmistrz Stefan Zakrzewski, Warszawa 2012 (ISBN 978-83-930488-1-6)
- Leszek S. Zakrzewski, Konfederacja rycerstwa ziemi ciechanowskiej w 1764 roku, Warszawa 2013 (ISBN 978-83-930488-5-4)
- Leszek S. Zakrzewski, Holniccy Szulcowie. Między Warszawą a Krzywdą, Warszawa 2013 (ISBN 978-83-930488-9-2)
- Leszek S. Zakrzewski, „Malina”: trzy portrety Marii Bielickiej. Na podstawie archiwum bohaterki, Warszawa 2014 (ISBN 978-83-930488-2-3)
- Leszek S. Zakrzewski, House of Dołęga-Zakrzewski. A brief compendium, Warsaw 2014 (ISBN 978-83-930488-6-1)
- Leszek S. Zakrzewski, Od Norymbergi do Mauvilly. Dzieje Hegnerów, [w:] Verbum Nobile, Nr 19, 2015, s. 100–109
- Maria Podlasiecka, Leszek S. Zakrzewski, Kazimierz Wasiłowski „Korwin” żołnierz Batalionu AK „Zośka”: rozmowa o czasach i środowisku, Warszawa 2017 (ISBN 978-83-942892-1-8)
- Leszek S. Zakrzewski, Socjologia elity staropolskiej, [w:] Społeczeństwo a elity. Społeczeństwo staropolskie. Seria Nowa, tom V, pod red. Iwony M. Dackiej-Górzyńskiej i Andrzeja Karpińskiego, DiG, Warszawa 2018, s. 11–28 (ISBN 978-83-286-0038-6)
- Шимановські, Блюменфельди, Нейгаузи: музичні родини на перехресті культур (Szymanowski, Blumenfeldowie, Neuhausowie: muzyczne rodziny na skrzyżowaniu kultur), praca zbiorowa (współautor w międzynarodowym zespole), Кропивницький (Kropywnycki) 2019 (ISBN 978-617-7197-94-1)
- Maria Podlasiecka, Leszek S. Zakrzewski, Kazimierz Wasiłowski „Korwin”: Soldat du Bataillon AK „Zośka”, tł. z polskiego Joseph, François i Philippe Hegner, Sens 2019, tome 1-2 (ss. 409+369) (ISBN 978-2-917707-44-9)
- Po stronie dobra. Księga dedykowana Zofii i Zbigniewowi Romaszewskim, praca zbiorowa pod red. Cecylii Kuty i Mariusza Krzysztofińskiego, Instytut Pamięci Narodowej, Warszawa-Kraków-Rzeszów 2020 (rozdział w książce) (ISBN 978-83-8098-311-3)
- Leszek S. Zakrzewski, Polska, Ostrów Mazowiecka i rodzina Dołęga-Zakrzewskich podczas wojny polsko-bolszewickiej, [w:] Rocznik Ostrowski. Regionalne pismo popularnonaukowe, Nr 6(2020), Ostrów Mazowiecka 2020, s. 83–94 (ISSN 2451-4799)
- Leszek S. Zakrzewski (oprac.), Od wojny do pokoju... Traktat ryski, 18 marca 1921 roku. Katalog wystawy przygotowanej z okazji 100. rocznicy podpisania traktatu pokojowego w Rydze, Archiwum Akt Nowych, Warszawa 2021 (ISBN 978-83-907126-5-9)
- Maria Podlasiecka, Leszek S. Zakrzewski, Miasteczko pełne wspomnień własnych i przyjaciół z facebookowej Grupy miłośników Kazimierza Dolnego, Warszawa 2022 (ISBN 978-83-942892-2-5)
- Leszek S. Zakrzewski, Archiwum rodziny Rostworowskich w zasobie Archiwum Akt Nowych w Warszawie, [w:] Varia Genealogica, Stowarzyszenie Opolscy Genealodzy, Nr 4/2022, Opole 2022, s. 129–137 (ISBN 978-83-948911-3-8)
- Monika Mossakowska-Biało, Leszek S. Zakrzewski (oprac. merytoryczne), Beata Świerczyńska (oprac. graficzne), Małgorzata Berezowska (tłum.), Matki Niepodległości Polski (Mothers of Poland’s Independence), katalog wystawy, Wyd. Liga Kobiet Polskich, Warszawa 2022
- Leszek S. Zakrzewski, Marek Józef Dołęga Zakrzewski (25.VIII.1896 – 11.IX.1944). Komendant Portu Czerniakowskiego w Powstaniu Warszawskim, Warszawa 2023 (ISBN 978-83-930488-3-0)
- Leszek S. Zakrzewski, Próby pierwsze, czyli zapis pewnej gorączki, Warszawa 2024
- Leszek S. Zakrzewski, Archiwalia dotyczące Karola Wojtyły – papieża Jana Pawła II w zasobie Archiwum Akt Nowych w Warszawie, rozdział w książce: Karol Wojtyła/Jan Paweł II (1905-2005): materiały źródłowe do badań w archiwach państwowych, pod red. Barbary Berskiej, Naczelna Dyrekcja Archiwów Państwowych, Warszawa 2024, s. 103–149 (ISBN 978-83-66739-88-8)

Ponadto Leszek S. Zakrzewski przygotował do druku i napisał przedmowę do pracy swojego pradziadka – Jana Zakrzewskiego – pt. Zbiór materiałów do monografii miasta Ostrowi Mazowieckiej (Urząd Miasta Ostrów Mazowiecka, Warszawa-Ostrów Mazowiecka 2004).